# Juan Alfonso de Baena

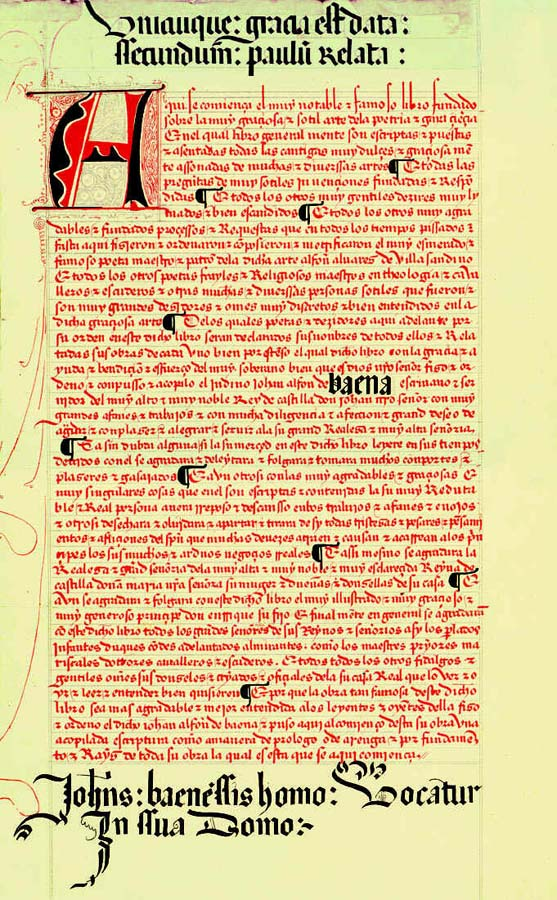
Erste Seite aus Cancionero de Baena

Juan Alfonso de Baena (* um 1375 in Baena; † 1434 in Córdoba) war ein kastilischer Troubadour und Liedersammler.
Juan Al(f)onso de Baena diente am Hof von Juan II. als escribano escribiente (Schreiber und Notar). Er war vermutlich marranisch/jüdischer Herkunft, was seinen Beinamen Judino erklärt.
Eine von ihm unternommene Sammlung vorwiegend kastilischer Lieder des 14. und 15. Jahrhunderts ist heute als der Cancionero de Baena bekannt und gilt als einer der bedeutendsten mittelalterlichen Cancioneros. Die Sammlung entstand zwischen 1426 und 1430, die erste gedruckte Ausgabe erschien 1851 in Madrid. In der Sammlung befinden sich 385 Werke von 56 Autoren, darunter mehrere Marranen.